# Pazda
Pazda – kolonia kociewska w Polsce położona w województwie pomorskim, w powiecie starogardzkim, w gminie Zblewo na Kociewiu. Osada wchodzi w skład sołectwa Mały Bukowiec.
W latach 1975–1998 miejscowość administracyjnie należała do województwa gdańskiego.